# Emil von Schoenaich-Carolath
Emil, Prinz zu Schönaich-Carolath (født 8. april 1852 i Breslau, død 30. april 1908 på Haseldorf i Holsten) var en tysk digter. 